# 호남검무
호남검무(湖南劍舞)는 곡성군 옥과지역 출신들에 의해 전승되어 온 검무이다. 그러나 옥과의 예인들이 시대의 변천에 따라 광주 등 타지로 무대를 옮겨 검무가 전수되면서 ‘호남검무’로 명칭이 굳어졌다. ‘호남검무’는 상고시대 수렵무용이나 의례무용 혹은 전투무용에서 그 유래를 찾을 수 있으며 고구려의 수렵무용, 고려와 조선시대를 거쳐 현재에 이르기까지 그 맥을 잇고 있는 한국의 대표적 전통춤이다. 또한 ‘호남검무’는 대한민국 광주광역시 무형유산으로 2022년 등록되었다.